# 뉴 셰퍼드
뉴 셰퍼드(New Shepard)는 블루 오리진이 개발 중인 우주 로켓이다. 블루 오리진이 우주 관광을 위해 개발한 완전히 재사용 가능한 준궤도 발사체이다. 이 캡슐의 이름은 미국인 최초로 우주 여행을 하고 다섯 번째로 달에 발을 디딘 사람인 앨런 셰퍼드의 이름을 따서 명명되었다. 이 차량은 수직 이착륙이 가능하다. 또한 인간과 고객의 탑재량을 준궤도 궤도로 운반할 수도 있다.
뉴 셰퍼드는 부스터 로켓과 승무원 캡슐로 구성된다. 캡슐은 최대 6명의 승객, 화물 또는 둘 모두를 수용하도록 구성할 수 있다. 부스터 로켓은 BE-3PM 엔진 1개로 구동되며, 이 엔진은 캡슐을 카르만선 위로 보내 승객과 화물이 캡슐이 지구로 돌아오기 전에 몇 분 동안 무중량상태를 경험할 수 있다.
발사체는 3개의 낙하산과 견고한 로켓 모터를 통해 캡슐이 지구로 귀환하는 등 완전히 재사용이 가능하도록 설계되었다. 부스터는 발사대에서 북쪽으로 3.2km 떨어진 착륙장에 수직으로 착륙한다. 블루 오리진은 뉴 셰퍼드 발사체를 22차례 성공적으로 발사하고 착륙시켰는데, 1건의 부분 실패는 성공으로 간주되고 1건은 실패로 간주된다. 발사체의 길이는 15.0m, 직경은 3.7m, 발사 질량은 75T이다. BE-3PM 엔진은 이륙 시 490kN의 추력을 생성한다.

## 역사
1단 로켓이다. 발사체는 캡슐 부분과 부스터 부분으로 나눠지며, 캡슐은 낙하산으로, 부스터는 수직 착륙으로 회수되어, 전부 재사용된다.

## 시험비행

### NS1
실물 크기의 뉴 셰퍼드 발사체의 최초 발사인 NS1 비행이 2015년 4월 29일에 있었다. 93.5km (58.1 마일)의 고도에 도달했다. 시험 비행 자체가 성공한 것으로 간주되었고, 낙하산 착륙을 통해 캡슐이 성공적으로 복구되었다. 하강 중 발사체 제어 시스템의 유압 장애로 인해 부스터가 정상적으로 착륙하지 못하고 추락했다. 따라서 부스터가 회수되지 못하고 파괴되었다.

### NS2
NS1을 잃은 후 두 번째 뉴 셰퍼드 발사체인 NS2가 제작되었다. 2015년 11월 23일에 최초 발사했다. 캡슐과 부스터가 모두 성공적으로 회수되었다. 고도 100.5km (62.4 마일)에 도달했다. 부스터 로켓이 동력 수직 착륙을 하는데 성공했다. 이것은 맥도널 더글라스 DC-XA가 1990년대에 달성한 3.140 km (1.951 마일) 이상을 비행 한 후, 우주까지 도달한 후에 지구상에서 성공적으로 최초로 로켓 수직 착륙을 한 기록이다.

## 우주여행
2021년 7월 20일, 제프 베조스가 남동생과 함께 우주여행을 할 계획이다. 민간 우주기업인 스페이스X를 경영하고 있는 일론 머스크나 버진 갤럭틱을 소유한 리처드 브랜슨 버진그룹 회장도 아직 직접 우주여행을 간 적은 없다. 이번 비행은 총 4명이 탑승하고, 지구 대기권과 우주의 경계선인 카르만 라인에서 10분 간 떠 있을 예정이다. 이 중 1명은 경매에 오른 뉴 셰퍼드 탑승권의 낙찰자가 타게 된다.